# NGC 2724
NGC 2724 je galaksija u zviježđu Risu.

## Vanjske poveznice
- SEDS: NGC 2724